# Kořenice
Kořenice är en ort i Tjeckien.   Den ligger i regionen Mellersta Böhmen, i den centrala delen av landet, 50 km öster om huvudstaden Prag. Kořenice ligger 324 meter över havet och antalet invånare är 563.
Terrängen runt Kořenice är huvudsakligen platt, men österut är den kuperad. Terrängen runt Kořenice sluttar norrut. Runt Kořenice är det ganska tätbefolkat, med 52 invånare per kvadratkilometer. Närmaste större samhälle är Kolín, 7,1 km nordost om Kořenice. Trakten runt Kořenice består till största delen av jordbruksmark.